# Marracash

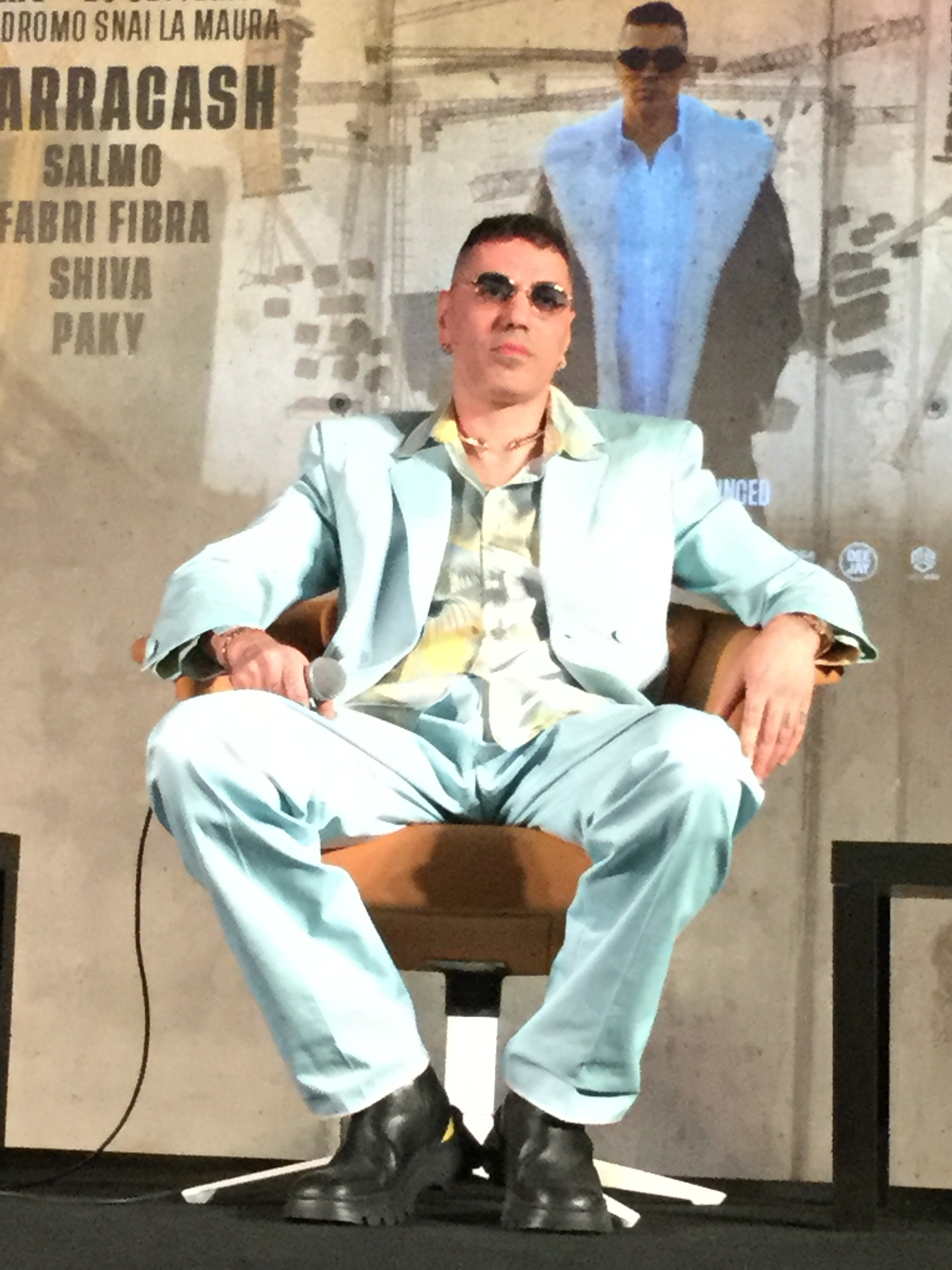
Marracash, 2023

Marracash (* 22. Mai 1979 in Nicosia, Sizilien, als Fabio Bartolo Rizzo) ist ein italienischer Rapper und Musikproduzent.

## Karriere
Auf Sizilien geboren, wuchs Rizzo im Mailänder Viertel Barona auf, wohin seine Eltern zum Arbeiten gezogen waren. Mit 18 Jahren machte er seine ersten Schritte in der Mailänder Hip-Hop-Szene, wobei er Marracash (Bezug auf Marrakesch) als Künstlernamen wählte, aufgrund seines südländischen Aussehens. Schließlich wurde er Teil des Rapkollektivs Dogo Gang. In diesem Umfeld begann er auch, besonders mit den drei Mitgliedern von Club Dogo (wie er Teil des Kollektivs) zusammenzuarbeiten: 2004 war er am Mixtape PMC Vs Club Dogo (mit der Porzione Massiccia Crew) beteiligt, danach an Regular (mit Don Joe und Grand Agent) sowie an Hashishinz Sound vol. 1 (Guè Pequeno und Deleterio).
Im Jahr 2005 veröffentlichte Marracash beim unabhängigen Label Area seine erste Single Popolare, die wieder von Don Joe produziert wurde. Dieser folgte das Mixtape Roccia Music vol. 1, auf dem er wieder mit einer Reihe von Rappern aus seinem Umfeld zusammenarbeitete. 2007 war er auf Struggle Music von Frank Siciliano und DJ Shocca zu hören.
Mit einem Plattenvertrag bei Universal kam für Marracash 2008 der Durchbruch. Dem selbstbetitelten Debütalbum ging die Single Badabum Cha Cha voraus. Dabei blieb er dem Kollektiv treu, Don Joe und Deleterio fungierten als Produzenten und Beatmaker. Sowohl Single als auch Album erreichten die Top 10 der Charts. 2010 reichte er das zweite Album Fino a qui tutto bene nach, für das darauf enthaltene Lied Rivincita arbeitete er mit der Sängerin Giusy Ferreri zusammen. Für das dritte Album wählte Marracash einen unkonventionellen Veröffentlichungsweg: Wöchentlich veröffentlichte er ein neues Lied auf YouTube, das Album King del rap setzte sich anschließend aus genau diesen (zehn) Liedern zusammen. Als Reaktion auf die Erdbeben in Norditalien 2012 nahm er zusammen mit Emis Killa, Club Dogo und J-Ax als Rapper per Emilia die Charity-Single Se il mondo fosse auf; mit Emis Killa arbeitete er auch im Lied Giusto un giro zusammen.
Den Anfängen treu, war Marracash 2013 auf den Soloalben Bravo ragazzo und Musica commerciale von Guè Pequeno bzw. Jake La Furia (Club Dogo) zu hören. Außerdem gründete er mit dem Produzenten Shablo das unabhängige Label Roccia Music, das wiederum als Kollektiv fungiert, und veröffentlichte mit Tayone die Single La tipa del tipo. Nach einer Zusammenarbeit mit Deleterio, Luchè und Jake La Furia 2014 kündigte Marracash mit der Single Status sein gleichnamiges Album an, das Anfang 2015 erschien. Wieder zusammen mit Guè Pequeno begann er daraufhin ein neues Projekt, das 2016 in das Kollaboalbum Santeria mit mehreren erfolgreichen Singles mündete.

## Diskografie

### Studioalben
| Jahr | Titel Musiklabel                                                     | Höchstplatzierung, Gesamtwochen, AuszeichnungChartplatzierungen (Jahr, Titel, Musiklabel, Platzierungen, Wochen, Auszeichnungen, Anmerkungen) | Höchstplatzierung, Gesamtwochen, AuszeichnungChartplatzierungen (Jahr, Titel, Musiklabel, Platzierungen, Wochen, Auszeichnungen, Anmerkungen) | Anmerkungen                                                                         | [↑]: gemeinsam behandelt mit vorhergehendem Eintrag; [←]: in beiden Charts platziert |
| Jahr | Titel Musiklabel                                                     | IT | CH | Anmerkungen                                                                         |                                                                                      |
| ---- | -------------------------------------------------------------------- | --- | --- | ----------------------------------------------------------------------------------- | ------------------------------------------------------------------------------------ |
| 2008 | Marracash Universal Music Italia (UMG)                               | IT9 (22 Wo.)IT | — | Erstveröffentlichung: 13. Juni 2008 Verkäufe über 25.000                            |                                                                                      |
| 2010 | Fino a qui tutto bene Universal Music Italia (UMG)                   | IT7 Gold · (16 Wo.)IT | — | Erstveröffentlichung: 13. Juli 2010 Verkäufe: + 25.000                              |                                                                                      |
| 2011 | King del rap Universal Music Italia (UMG)                            | IT3 Platin · (37 Wo.)IT | — | Erstveröffentlichung: 31. Oktober 2011 Verkäufe: + 50.000                           |                                                                                      |
| 2015 | Status Universal Music Italia (UMG)                                  | IT2 ×2Doppelplatin · (44 Wo.)IT | CH32 (1 Wo.)CH | Erstveröffentlichung: 20. Januar 2015 Verkäufe: + 100.000                           |                                                                                      |
| 2016 | Status (Vendetta Edition) Universal Music Italia (UMG)[IT: ↑][CH: ↑] | IT2 ×2Doppelplatin · (44 Wo.)IT | CH32 (1 Wo.)CH | Erstveröffentlichung: 22. Januar 2016                                               |                                                                                      |
| 2016 | Santeria Universal Music Italia (UMG)                                | IT1 ×4Vierfachplatin · (… Wo.)IT | CH12 (1 Wo.)CH | Erstveröffentlichung: 24. Juni 2016 Verkäufe: + 200.000; mit Guè Pequeno            |                                                                                      |
| 2016 | Santeria (Voodoo Edition) Universal Music Italia (UMG)[IT: ↑][CH: ↑] | IT1 ×4Vierfachplatin · (… Wo.)IT | CH12 (1 Wo.)CH | Erstveröffentlichung: 2. Dezember 2016 mit Guè Pequeno                              |                                                                                      |
| 2018 | Marracash – 10 Anni Dopo Universal Music Italia (UMG)                | IT5 (11 Wo.)IT | — | Erstveröffentlichung: 22. Juni 2018 Erweiterte Wiederveröffentlichung von Marracash |                                                                                      |
| 2019 | Persona Island Records (UMG)                                         | IT1 ×9Neunfachplatin · (… Wo.)IT | CH48 (2 Wo.)CH | Erstveröffentlichung: 31. Oktober 2019 Verkäufe: + 450.000                          |                                                                                      |
| 2021 | Noi, loro, gli altri Island Records (UMG)                            | IT1 ×7Siebenfachplatin · (… Wo.)IT | CH16 (3 Wo.)CH | Erstveröffentlichung: 19. November 2021 Verkäufe: + 350.000                         |                                                                                      |
| 2024 | È finita la pace Island Records (UMG)                                | IT1 ×2Doppelplatin · (… Wo.)IT | CH9 (4 Wo.)CH | Erstveröffentlichung: 13. Dezember 2024 Verkäufe: + 100.000                         |                                                                                      |

### Livealben
- 2017: Santeria Live

### Singles
| Jahr | Titel Album                                      | Höchstplatzierung, Gesamtwochen, AuszeichnungChartplatzierungen (Jahr, Titel, Album, Platzierungen, Wochen, Auszeichnungen, Anmerkungen) | Höchstplatzierung, Gesamtwochen, AuszeichnungChartplatzierungen (Jahr, Titel, Album, Platzierungen, Wochen, Auszeichnungen, Anmerkungen) | Anmerkungen |
| Jahr | Titel Album                                      | IT | CH | Anmerkungen |
| --- | ------------------------------------------------ | --- | --- | --- |
| 2008 | Badabum Cha Cha Marracash                        | IT9 Gold · (23 Wo.)IT | — | Erstveröffentlichung: 18. April 2008 Verkäufe: + 50.000                                                                                   |
| 2010 | Stupido Fino a qui tutto bene                    | IT89 (2 Wo.)IT | — | Erstveröffentlichung: 22. Juni 2010 |
| 2010 | Rivincita Fino a qui tutto bene                  | IT100 (1 Wo.)IT | — | Erstveröffentlichung: 1. Oktober 2010 feat. Giusy Ferreri                                                                                 |
| 2011 | King del rap                                     | IT36 Gold · (14 Wo.)IT | — | Erstveröffentlichung: 7. September 2011 Verkäufe: + 50.000                                                                                |
| 2011 | Didinò King del rap                              | IT63 (5 Wo.)IT | — | Erstveröffentlichung: 2. Dezember 2011 |
| 2012 | Giusto un giro King del rap                      | IT65 Gold · (10 Wo.)IT | — | Erstveröffentlichung: 19. Juni 2012 Verkäufe: + 25.000; feat. Emis Killa                                                                  |
| 2012 | Se il mondo fosse –                              | IT2 Platin · (14 Wo.)IT | — | Erstveröffentlichung: 30. Juni 2012 Verkäufe: + 30.000; mit Emis Killa, Club Dogo und J-Ax, als Rapper per Emilia                         |
| 2014 | Status                                           | IT2 (1 Wo.)IT | — | Erstveröffentlichung: 6. Mai 2014 |
| 2015 | In radio Status                                  | IT59 Platin · (3 Wo.)IT | — | Erstveröffentlichung: 16. Januar 2015 Verkäufe: + 50.000                                                                                  |
| 2016 | Niente canzoni d’amore Status (Vendetta Edition) | IT54 ×3Dreifachplatin · (14 Wo.)IT | — | Erstveröffentlichung: 15. Januar 2016 Verkäufe: + 300.000; feat. Federica Abbate                                                          |
| 2016 | Nulla accade Santeria                            | IT16 ×2Doppelplatin · (26 Wo.)IT | — | Erstveröffentlichung: 7. Juni 2016 Verkäufe: + 100.000; mit Guè Pequeno                                                                   |
| 2016 | Insta Lova Santeria                              | IT6* ×4Vierfachplatin · (57 Wo.)IT | — | Erstveröffentlichung: 15. Juli 2016 Verkäufe: + 400.000; mit Guè Pequeno * Höchstplatzierung erst nach Wiedereinstieg 2023, 2016 Platz 24 |
| 2016 | Ninja Santeria (Voodoo Edition)                  | IT62 (2 Wo.)IT | — | Erstveröffentlichung: 15. November 2016 mit Guè Pequeno                                                                                   |
| 2016 | Scooteroni Santeria                              | IT30 ×3Dreifachplatin · (22 Wo.)IT | — | Erstveröffentlichung: 19. Dezember 2016 (Remix) Verkäufe: + 150.000; mit Guè Pequeno Remix feat. Sfera Ebbasta                            |
| 2018 | Business Class Marracash – 10 Anni Dopo          | IT19 Gold · (3 Wo.)IT | — | Erstveröffentlichung: 22. Juni 2018 Verkäufe: + 25.000; feat. Rkomi                                                                       |
| 2018 | Valentino Marracash – 10 Anni Dopo               | IT47 (1 Wo.)IT | — | Erstveröffentlichung: 22. Juni 2018 |
| 2019 | F.A.K.E. –                                       | IT32 (1 Wo.)IT | — | Erstveröffentlichung: 15. März 2019 mit Don Joe & Jake La Furia                                                                           |
| 2019 | Non ci sto –                                     | IT7 Platin · (13 Wo.)IT | — | Erstveröffentlichung: 29. August 2019 Verkäufe: + 70.000; mit Shablo & Carl Brave                                                         |
| 2020 | Neon – le ali Persona                            | IT5 Platin · (20 Wo.)IT | — | Erstveröffentlichung: 6. März 2020 Verkäufe: + 70.000; mit Elisa                                                                          |
| 2020 | Sport (I muscoli) Persona                        | IT3 ×2Doppelplatin · (17 Wo.)IT | — | Erstveröffentlichung: 27. März 2020 (Remix) Verkäufe: + 200.000; mit Luchè Remix feat. Lazza, Paky & Taxi B                               |
| 2020 | Defuera –                                        | IT46 Platin · (16 Wo.)IT | — | Erstveröffentlichung: 14. Juli 2020 Verkäufe: + 70.000; mit DRD & Ghali feat. Madame                                                      |
| 2021 | Fantasmi Djungle                                 | IT16 Platin · (6 Wo.)IT | — | Erstveröffentlichung: 23. April 2021 Verkäufe: + 100.000; mit Ty1 & Geolier                                                               |
| 2022 | La pioggia alla domenica Siamo Qui               | IT11 Platin · (12 Wo.)IT | — | Erstveröffentlichung: 24. März 2022 Verkäufe: + 100.000; mit Vasco Rossi                                                                  |
| 2023 | Un altro mondo –                                 | IT17 ×2Doppelplatin · (29 Wo.)IT | — | Erstveröffentlichung: 21. Juni 2023 Verkäufe: + 200.000; mit Merk & Kremont & Tananai                                                     |
| Folgende Lieder erschienen nicht als Single, wurden aber durch das Album zum Download und Streaming bereitgestellt und konnten somit eine Platzierung erlangen: |                                                  | | | |
| |                                                  | | | |
| 2016 | Salvador Dalì Santeria                           | IT25 ×2Doppelplatin · (32 Wo.)IT | — | Marracash & Guè Pequeno Verkäufe: + 100.000                                                                                               |
| 2016 | Cosa mia Santeria                                | IT44 Gold · (3 Wo.)IT | — | Marracash & Guè Pequeno Verkäufe: + 25.000                                                                                                |
| 2016 | Money Santeria                                   | IT50 Gold · (3 Wo.)IT | — | Marracash & Guè Pequeno Verkäufe: + 25.000                                                                                                |
| 2016 | Cantante italiana Santeria                       | IT53 Gold · (3 Wo.)IT | — | Marracash & Guè Pequeno Verkäufe: + 25.000                                                                                                |
| 2016 | Senza Dio Santeria                               | IT58 Gold · (3 Wo.)IT | — | Marracash & Guè Pequeno Verkäufe: + 25.000                                                                                                |
| 2016 | Maledetto me Santeria                            | IT60 Gold · (3 Wo.)IT | — | Marracash & Guè Pequeno Verkäufe: + 25.000                                                                                                |
| 2016 | Purdi Santeria                                   | IT69 Gold · (2 Wo.)IT | — | Marracash & Guè Pequeno Verkäufe: + 25.000                                                                                                |
| 2016 | Quasi amici Santeria                             | IT71 Gold · (2 Wo.)IT | — | Marracash & Guè Pequeno Verkäufe: + 25.000                                                                                                |
| 2016 | Tony Santeria                                    | IT73 Gold · (2 Wo.)IT | — | Marracash & Guè Pequeno Verkäufe: + 25.000                                                                                                |
| 2016 | Film senza volume Santeria                       | IT80 Gold · (1 Wo.)IT | — | Marracash & Guè Pequeno Verkäufe: + 25.000                                                                                                |
| 2016 | Santeria                                         | IT85 (1 Wo.)IT | — | Marracash & Guè Pequeno |
| 2016 | Erba & Wifi Santeria                             | IT88 (1 Wo.)IT | — | Marracash & Guè Pequeno |
| 2016 | Ca$hmere Santeria (Voodoo Edition)               | IT52 Platin · (2 Wo.)IT | — | Marracash & Guè Pequeno Verkäufe: + 50.000                                                                                                |
| 2016 | Piazza rossa Santeria (Voodoo Edition)           | IT91 (1 Wo.)IT | — | Marracash & Guè Pequeno |
| 2019 | Supreme (L’Ego) Persona                          | IT1 ×3Dreifachplatin · (33 Wo.)IT | — | Verkäufe: + 210.000; mit Tha Supreme & Sfera Ebbasta                                                                                      |
| 2019 | Crudelia (I nervi) Persona                       | IT2 ×6Sechsfachplatin · (66 Wo.)IT | — | Verkäufe: + 600.000 |
| 2019 | Quelli che non pensano (Il cervello) Persona     | IT4 Platin · (13 Wo.)IT | — | Verkäufe: + 70.000; feat. Coez |
| 2019 | Appartengo (Il sangue) Persona                   | IT5 Platin · (12 Wo.)IT | — | Verkäufe: + 70.000; mit Massimo Pericolo                                                                                                  |
| 2019 | Qualcosa in cui credere (Lo scheletro) Persona   | IT6 Platin · (11 Wo.)IT | — | Verkäufe: + 70.000; mit Guè Pequeno |
| 2019 | Madame (L’anima) Persona                         | IT7 ×3Dreifachplatin · (23 Wo.)IT | — | Verkäufe: + 300.000; mit Madame |
| 2019 | Bravi a cadere (I polmoni) Persona               | IT8 ×3Dreifachplatin · (34 Wo.)IT | — | Verkäufe: + 300.000 |
| 2019 | Body parts (I denti) Persona                     | IT9 Platin · (7 Wo.)IT | — | Verkäufe: + 70.000; mit Madame |
| 2019 | Non sono marra (La pelle) Persona                | IT11 Platin · (7 Wo.)IT | — | Verkäufe: + 70.000; mit Mahmood |
| 2019 | G.o.a.t. (Il cuore) Persona                      | IT12 Platin · (7 Wo.)IT | — | Verkäufe: + 70.000 |
| 2019 | Poco di buono (Il fegato) Persona                | IT13 Gold · (5 Wo.)IT | — | Verkäufe: + 35.000 |
| 2019 | Da buttare (Il cazzo) Persona                    | IT15 Gold · (4 Wo.)IT | — | Verkäufe: + 35.000 |
| 2019 | Greta Thunberg (Lo stomaco) Persona              | IT18 Gold · (5 Wo.)IT | — | Verkäufe: + 35.000; mit Cosmo |
| 2019 | Tutto questo niente (Gli occhi) Persona          | IT19 Gold · (4 Wo.)IT | — | Verkäufe: + 35.000 |
| 2020 | Tardissimo Mr. Fini                              | IT15 Platin · (7 Wo.)IT | — | Verkäufe: + 100.000; mit Guè Pequeno & Mahmood                                                                                            |
| 2020 | Tik Tok Famoso                                   | IT2 ×3Dreifachplatin · (20 Wo.)IT | CH73 (1 Wo.)CH | Verkäufe: + 300.000; mit Sfera Ebbasta & Guè Pequeno                                                                                      |
| 2021 | 64 barre di paura Red Bull 64 Bars, The Album    | IT38 Platin · (2 Wo.)IT | — | Verkäufe: + 100.000; mit Marz |
| 2021 | 64 barre di vittoria Red Bull 64 Bars, The Album | IT93 (1 Wo.)IT | — | mit Crookers & Nic Sarno |
| 2021 | ∞ Love Noi, loro, gli altri                      | IT1 ×5Fünffachplatin · (61 Wo.)IT | CH87 (1 Wo.)CH | Verkäufe: + 500.000; feat. Guè |
| 2021 | Crazy Love Noi, loro, gli altri                  | IT2 ×4Vierfachplatin · (46 Wo.)IT | — | Verkäufe: + 400.000 |
| 2021 | IO Noi, loro, gli altri                          | IT3 Platin · (8 Wo.)IT | — | Verkäufe: + 100.000 |
| 2021 | Nemesi Noi, loro, gli altri                      | IT4 ×2Doppelplatin · (22 Wo.)IT | — | Verkäufe: + 200.000; feat. Blanco |
| 2021 | Dubbi Noi, loro, gli altri                       | IT5 ×2Doppelplatin · (10 Wo.)IT | — | Verkäufe: + 200.000 |
| 2021 | Loro Noi, loro, gli altri                        | IT6 Platin · (6 Wo.)IT | — | Verkäufe: + 100.000 |
| 2021 | Pagliaccio Noi, loro, gli altri                  | IT7 Platin · (4 Wo.)IT | — | Verkäufe: + 100.000 |
| 2021 | Laurea ad honorem Noi, loro, gli altri           | IT8 ×2Doppelplatin · (11 Wo.)IT | — | Verkäufe: + 200.000; feat. Calcutta |
| 2021 | Cosplayer Noi, loro, gli altri                   | IT9 Gold · (4 Wo.)IT | — | Verkäufe: + 35.000 |
| 2021 | Noi Noi, loro, gli altri                         | IT10 Platin · (4 Wo.)IT | — | Verkäufe: + 100.000 |
| 2021 | Gli altri (Gioni stupidi) Noi, loro, gli altri   | IT11 Platin · (6 Wo.)IT | — | Verkäufe: + 100.000 |
| 2021 | Cliffhanger Noi, loro, gli altri                 | IT12 Gold · (3 Wo.)IT | — | Verkäufe: + 50.000 |
| 2021 | Noi, loro, gli altri skit Noi, loro, gli altri   | IT16 (2 Wo.)IT | — | |
| 2021 | Importante Noi, loro, gli altri (Deluxe)         | IT13 Platin · (15 Wo.)IT | — | Verkäufe: + 100.000 |
| 2024 | Gli sbandati hanno perso È finita la pace        | IT1 Gold · (28 Wo.)IT | — | Charteinstieg: 20. Dezember 2024 Verkäufe: + 100.000                                                                                      |
| 2024 | Power Slap È finita la pace                      | IT2 (7 Wo.)IT | — | Charteinstieg: 20. Dezember 2024 |
| 2024 | È finita la pace                                 | IT3 (9 Wo.)IT | — | Charteinstieg: 20. Dezember 2024 |
| 2024 | Crash È finita la pace                           | IT4 (4 Wo.)IT | — | Charteinstieg: 20. Dezember 2024 |
| 2024 | Lei È finita la pace                             | IT5 Gold · (… Wo.)IT | — | Charteinstieg: 20. Dezember 2024 Verkäufe: + 100.000                                                                                      |
| 2024 | Vittima È finita la pace                         | IT6 (6 Wo.)IT | — | Charteinstieg: 20. Dezember 2024 |
| 2024 | Detox / Rehab È finita la pace                   | IT7 (5 Wo.)IT | — | Charteinstieg: 20. Dezember 2024 |
| 2024 | Soli È finita la pace                            | IT10 (4 Wo.)IT | — | Charteinstieg: 20. Dezember 2024 |
| 2024 | Pentothal È finita la pace                       | IT14 (4 Wo.)IT | — | Charteinstieg: 20. Dezember 2024 |
| 2024 | Mi sono innamorato di un ai È finita la pace     | IT16 (2 Wo.)IT | — | Charteinstieg: 20. Dezember 2024 |
| 2024 | Factotum È finita la pace                        | IT17 (4 Wo.)IT | — | Charteinstieg: 20. Dezember 2024 |
| 2024 | Troi* È finita la pace                           | IT19 (2 Wo.)IT | — | Charteinstieg: 20. Dezember 2024 |
| 2024 | Happy End È finita la pace                       | IT22 (2 Wo.)IT | — | Charteinstieg: 20. Dezember 2024 |

Weitere Singles
- 2008: Estate in città
- 2008: Non confondermi
- 2009: Tutto questo
- 2010: Parole chiave
- 2012: Sabbie mobili
- 2015: Nella macchina
- 2015: Vita da star
- 2015: Senza un posto nel mondo
- 2015: Catatonica

### Gastbeiträge
| Jahr | Titel Album                                          | Höchstplatzierung, Gesamtwochen, AuszeichnungChartplatzierungen (Jahr, Titel, Album, Platzierungen, Wochen, Auszeichnungen, Anmerkungen) | Höchstplatzierung, Gesamtwochen, AuszeichnungChartplatzierungen (Jahr, Titel, Album, Platzierungen, Wochen, Auszeichnungen, Anmerkungen) | Anmerkungen                                                                                     |
| Jahr | Titel Album                                          | IT | CH | Anmerkungen                                                                                     |
| --- | ---------------------------------------------------- | --- | --- | ----------------------------------------------------------------------------------------------- |
| 2013 | La tipa del tipo –                                   | IT32 (2 Wo.)IT | — | Erstveröffentlichung: 1. Juli 2013 mit Tayone                                                   |
| 2014 | Ciao Dadaismo                                        | IT73 (1 Wo.)IT | — | Erstveröffentlichung: 17. März 2014 Deleterio feat. Marracash, Luchè & Jake La Furia            |
| 2017 | Milano bachata Io in terra                           | IT9 ×2Doppelplatin · (18 Wo.)IT | — | Erstveröffentlichung: 16. November 2017 Verkäufe: + 100.000; Rkomi feat. Marracash              |
| 2019 | Margarita This Is Elodie                             | IT6 ×3Dreifachplatin · (4 Wo.)IT | — | Erstveröffentlichung: 12. Juni 2019 Verkäufe: + 210.000; Elodie feat. Marracash                 |
| 2019 | Marylean Machete Mixtape 4                           | IT3 ×2Doppelplatin · (18 Wo.)IT | — | Erstveröffentlichung: 17. Juli 2019 Verkäufe: + 140.000; Machete, Salmo & Nitro feat. Marracash |
| 2020 | Palazzine –                                          | IT43 (2 Wo.)IT | — | Erstveröffentlichung: 26. Mai 2020 Kid Vicious feat. Marracash & Coez                           |
| 2021 | Solo lei ha quel che voglio 2021 Originali           | IT51 (1 Wo.)IT | — | Erstveröffentlichung: 27. Mai 2021 Sottotono, Guè Pequeno & Marracash feat. Tiziano Ferro       |
| 2024 | Adrenalina L’angelo del male                         | IT13 Platin · (12 Wo.)IT | — | Erstveröffentlichung: 12. April 2024 Verkäufe: + 100.000; Baby Gang feat. Blanco & Marracash    |
| Folgende Lieder erschienen nicht als Single, wurden aber durch das Album zum Download und Streaming bereitgestellt und konnten somit eine Platzierung erlangen: |                                                      | | |                                                                                                 |
| |                                                      | | |                                                                                                 |
| 2013 | Brivido Bravo ragazzo                                | IT58 ×5Fünffachplatin · (18 Wo.)IT | — | Verkäufe: + 500.000; Guè Pequeno feat. Marracash                                                |
| 2013 | Esercizio di stile Musica commerciale                | IT92 (1 Wo.)IT | — | Jake La Furia feat. Guè Pequeno & Marracash                                                     |
| 2017 | Relaxxx Gentleman                                    | IT10 Platin · (18 Wo.)IT | — | Verkäufe: + 50.000; Guè Pequeno feat. Marracash                                                 |
| 2018 | Modalità aereo Sinatra                               | IT5 Platin · (9 Wo.)IT | — | Verkäufe: + 50.000; Guè Pequeno feat. Luchè & Marracash                                         |
| 2019 | Fiori Scatola Nera                                   | IT9 Gold · (4 Wo.)IT | — | Verkäufe: + 35.000; Gemitaiz & MadMan feat. Marracash & Guè Pequeno                             |
| 2019 | Street Advisor Mattoni                               | IT3 Platin · (7 Wo.)IT | — | Verkäufe: + 100.000; Night Skinny feat. Noyz Narcos, Marracash & Capo Plaza                     |
| 2019 | Occh1 purpl3 23 6451                                 | IT8 Platin · (12 Wo.)IT | — | Verkäufe: + 70.000; Tha Supreme feat. Marracash                                                 |
| 2020 | Milano ovest Routine                                 | IT5 Gold · (4 Wo.)IT | — | Verkäufe: + 35.000; Shiva feat. Marracash                                                       |
| 2021 | Smith & Wesson Freestyle Fastlife 4                  | IT3 Platin · (6 Wo.)IT | — | Verkäufe: + 100.000; Guè Pequeno & DJ Harsh feat. Marracash                                     |
| 2021 | Djungle                                              | IT83 (1 Wo.)IT | — | Ty1, Taxi B & Paky feat. Marracash                                                              |
| 2021 | Guerriero Milano Soprano                             | IT63 (1 Wo.)IT | — | Don Joe feat. Marracash & Venerus                                                               |
| 2021 | La chiave Flop                                       | IT3 Platin · (8 Wo.)IT | — | Verkäufe: + 100.000; Salmo feat. Marracash                                                      |
| 2021 | Daytona Guesus                                       | IT8 Gold · (3 Wo.)IT | — | Verkäufe: + 50.000; Guè feat. Marracash                                                         |
| 2022 | No Wallet Salvatore                                  | IT9 Platin · (4 Wo.)IT | — | Verkäufe: + 100.000; Paky feat. Marracash                                                       |
| 2022 | Noia Caos                                            | IT21 (2 Wo.)IT | — | Fabri Fibra feat. Marracash                                                                     |
| 2022 | Le pietre non volano Dove volano le aquile           | IT11 Platin · (6 Wo.)IT | — | Verkäufe: + 100.000; Luchè feat. Marracash                                                      |
| 2022 | K.O. Eclissi                                         | IT22 (2 Wo.)IT | — | Gemitaiz feat. Coez & Marracash                                                                 |
| 2022 | Free Solo Sensazione ultra                           | IT44 (1 Wo.)IT | — | Ghali feat. Marracash                                                                           |
| 2023 | Free Madreperla                                      | IT8 Gold · (3 Wo.)IT | — | Verkäufe: + 50.000; Guè feat. Marracash & Rkomi                                                 |
| 2023 | Il male che mi fai Il coraggio dei bambini – Atto II | IT1 ×4Vierfachplatin · (50 Wo.)IT | — | Verkäufe: + 400.000; Geolier feat. Marracash                                                    |
| 2023 | Diluvio a luglio La Divina Commedia                  | IT9 Platin · (5 Wo.)IT | — | Verkäufe: + 100.000; Tedua feat. Marracash                                                      |
| 2023 | Yalla 10                                             | IT10 Gold · (4 Wo.)IT | — | Verkäufe: + 50.000; Drillionaire feat. Guè & Marracash                                          |
| 2023 | Respira Cvlt                                         | IT2 Gold · (4 Wo.)IT | — | Verkäufe: + 50.000; Noyz Narcos & Salmo feat. Marracash                                         |
| 2023 | 15 Piani X2VR                                        | IT1 ×2Doppelplatin · (28 Wo.)IT | CH41 (2 Wo.)CH | Charteinstieg: 17. November 2023 Verkäufe: + 200.000; Sfera Ebbasta feat. Marracash             |
| 2024 | Nato per questo Club Dogo                            | IT1 Platin · (15 Wo.)IT | — | Club Dogo feat. Marracash Verkäufe: + 100.000                                                   |
| 2024 | Carnicero Dinastia                                   | IT55 (1 Wo.)IT | — | Co’Sang feat. Marracash                                                                         |
| 2024 | -3 (Perdere il volo) Locura                          | IT5 Gold · (9 Wo.)IT | — | Lazza feat. Marracash Verkäufe: + 50.000                                                        |
| 2025 | La mia vittoria Il mio lato peggiore                 | IT44 (1 Wo.)IT | — | Luchè feat. Giorgia & Marracash                                                                 |

Weitere Gastbeiträge
- 2007: Puro Bogotà (Club Dogo feat. Vincenzo & Marracash, IT: Gold) (35.000+)

## Auszeichnungen für Musikverkäufe
| Goldene Schallplatte - Italien - 2018: für das Lied XDVRMX Platin-Schallplatte - Italien - 2019: für das Lied S.E.N.I.C.A.R. - 2019: für das Lied A volte esagero |

Anmerkung: Auszeichnungen in Ländern aus den Charttabellen bzw. Chartboxen sind in ebendiesen zu finden.
| Land/RegionAuszeichnungen für Musikverkäufe (Land/Region, Auszeichnungen, Verkäufe, Quellen) | Gold       | Platin         | Verkäufe   | Quellen |
| -------------------------------------------------------------------------------------------- | ---------- | -------------- | ---------- | ------- |
| Italien (FIMI)                                                                               | 31× Gold31 | 129× Platin129 | 11.520.000 | fimi.it |
| Insgesamt                                                                                    | 31× Gold31 | 129× Platin129 |            |         |